# Mäntyniemi
Mäntyniemi (finnisch) oder Talludden (schwedisch) ist der Wohnsitz des finnischen Präsidenten und neben dem Präsidentenpalais und der Kultaranta, auch einer der Amtssitze. Er befindet sich in der finnischen Hauptstadt Helsinki.

## Geschichte
Nach dem Rücktritt von Urho Kekkonen aus gesundheitlichen Gründen im Jahr 1981 blieb dieser bis zu seinem Tod 1986 in der damaligen Residenz Tamminiemi wohnen. Für den neuen Präsidenten Mauno Koivisto gab die finnische Regierung den Bau einer neuen Residenz in Auftrag. Die Baumaßnahmen begannen im Jahr 1989 und wurden vier Jahre später, 1993, beendet. Seit der Fertigstellung haben hier bisher vier Präsidenten gewohnt: Mauno Koivisto, Martti Ahtisaari, Tarja Halonen und der amtierende Sauli Niinistö.